# Classic Snooker
Classic Snooker (titolo sulla confezione) o Tournament Snooker (titolo su schermo) è un videogioco di snooker, una specialità del biliardo, pubblicato nel 1987 per Commodore 64 e Commodore 16 dalla Anco.

## Modalità di gioco
Classic Snooker permette di giocare con le normali regole dello snooker. Si può selezionare un giocatore contro il computer, a tre possibili livelli di difficoltà, oppure due giocatori in competizione.
Il tavolo da biliardo è mostrato dall'alto, fisso e orientato in orizzontale, occupando gran parte dello schermo. Attorno ci sono alcuni comandi e informazioni testuali, tra cui la serie (break) di punteggio consecutivo attuale e massima.
Per tirare si posiziona un cursore nel punto verso il quale deve andare la palla bianca, poi si sceglie l'eventuale effetto da dare al colpo (solo come direzione: sopra, sotto, destra o sinistra), infine si regola la forza del tiro mediante una barra allungabile.
Su Commodore 64 e su Commodore Plus/4 (oppure Commodore 16 dotato di espansione di memoria a 64k) è disponibile un editor per disporre a piacere le palle sul tavolo. Una volta entrati nella modalità di modifica, si selezionano le palle, le si spostano oppure eliminano, e quando si desidera si può passare a provare il tiro.
A parte l'aggiunta dell'editor, la versione Plus/4 migliora di molto poco l'aspetto grafico rispetto al C16 inespanso.

## Accoglienza
La versione per Commodore 16 ricevette giudizi medi dalla stampa europea. La rivista Zzap! 15 fu poco soddisfatta (voto 51%) per via dello sfarfallio dell'animazione. Poco sopra la sufficienza ci furono i giudizi di Aktueller Software Markt 7 (37/60) e C16/Plus 4 Handbook (64%).
La versione per Commodore 64 ricevette giudizi contrastanti: Computer Gamer 24 (84%) fu molto positiva, mentre Commodore User 42 (3/10) e Your Commodore 31 (4/10) furono decisamente negative. Entrambe queste ultime notarono tra l'altro l'eccessiva velocità dei tiri in rapporto alla potenza; con la massima spinta una palla può anche attraversare per ben 6 volte la lunghezza del tavolo.
In entrambe le versioni ci furono riviste che fecero paragoni con il precedente successo Steve Davis Snooker (1985), ritenendo che Classic Snooker non aggiungeva nulla di rilevante al genere, a parte l'editor di tavoli.
Ci furono anche alcune critiche ai colori poco distinguibili delle palle e all'eccessiva abilità del livello massimo (3) di difficoltà del computer, praticamente in grado di fare serie da oltre 100 punti mentre il giocatore non può che stare a guardare.